# Bandiera di Hanggin
La bandiera di Hanggin (杭锦旗S, Hángjǐn QíP) è una bandiera della Mongolia Interna, regione autonoma della Cina. Essa è amministrata dalla prefettura di Ordos.